# جوزيف فالنتاين
جوزيف فالنتاين (بالإنجليزية: Joseph A. Valentine)‏ هو مصور سينمائي أمريكي، ولد في 24 يوليو 1900 في نيويورك في الولايات المتحدة، وتوفي في 18 مايو 1949 في Cheviot Hills, Los Angeles ‏ في الولايات المتحدة.

## وصلات خارجية
- جوزيف فالنتاين على موقع IMDb (الإنجليزية)
- جوزيف فالنتاين على موقع ألو سيني (الفرنسية)
- جوزيف فالنتاين على موقع أول موفي (الإنجليزية)
- جوزيف فالنتاين على موقع قاعدة بيانات الأفلام السويدية (السويدية)
- جوزيف فالنتاين على موقع قاعدة بيانات الفيلم (الإنجليزية)
- جوزيف فالنتاين على موقع كينوبويسك (الروسية)